# Phyllonorycter suaveolentis
Phyllonorycter suaveolentis är en fjärilsart som först beskrevs av Petry 1904.  Phyllonorycter suaveolentis ingår i släktet guldmalar, och familjen styltmalar.
Artens utbredningsområde är Frankrike. Inga underarter finns listade i Catalogue of Life.